# Gonanticlea stagnatilis
Gonanticlea stagnatilis là một loài bướm đêm trong họ Geometridae.